# Pieridopsis virgo
Pieridopsis virgo är en fjärilsart som beskrevs av Rothschild och Jordan 1905. Pieridopsis virgo ingår i släktet Pieridopsis och familjen praktfjärilar. Inga underarter finns listade i Catalogue of Life.